# Râul Dobriașul Mic
Râul Dobriașul Mic este un râu afluent al Râului Tàrgului.